# Jean van Win
Jean van Win (1935-) es un autor y traductor belga.

## Biografía
Jean van Win ha escrito varios artículos por la revista Acta Macionica. Es un especialista de Mozart, del siglo XVIII, de los Ritos Masónicos y de musicología.
En su libro Bruxelles maçonnique, faux mystères et vrais symboles, ataca las leyendas urbanas del presumido urbanismo masónico de la ciudad de Bruselas y también los libros de Paul de Saint-Hilaire y Adolphe Cordier que contribuyeron a desarrollar esa visión en Bélgica. En su libro Léopold 1, le roi franc-maçon, ataca lo que considera ser el mito de la pertenencia del rey Leopoldo I de Bélgica a la masonería. Es el traductor en francés del libro Mais qui a tué Mozart? de Francis Carr.
En su libro Contre Guénon!, desmonta las influencias que conforman las bases del pensamiento de Guénon.